# 1733 у науці
У 1733 році в науці й техніці відбулися такі важливі події.

## Фізіологія та медицина
- Преподобний Стівен Гейлс публікує в Лондоні Hæmastaticks, другий том своїх статичних нарисів, що містять результати його експериментів з вимірювання кров'яного тиску.[1]

## Винаходи
- 26 травня — Джон Кей запатентував ткацький верстат із летючим човником, завдяки чому ткати стало швидше і збільшився попит на пряжу.[2]
- Англійський архітектор Вільям Кент для дітей 3-го герцога Девонширського винайшов дитячий транспорт або коляску (дитячий візок).
- Англійський адвокат Честер Мур Холл винайшов ахроматичну заломлюючу лінзу.

## Математика
- Джироламо Саккері досліджує, якою була б геометрія, якби аксіома паралельності Евкліда (п'ятий постулат Евкліда) була хибною.
- Абрахам де Муавр вводить нормальний розподіл для наближення біноміального розподілу ймовірностей.

## Народились
- 18 січня — Каспар Фрідріх Вольф (помер 1794), німецький хірург і фізіолог.
- 19 лютого — Даніель Соландер (помер 1782), шведський ботанік.
- 13 березня — Джозеф Прістлі (помер 1804), англійський хімік.
- 17 березня — Карстен Нібур (помер 1815), данський картограф, геодезист і мандрівник.
- 4 травня — Жан-Шарль де Борда (помер 1799), французький математик, фізик, політолог і мореплавець.
- 22 травня — Олександр Монро (помер 1817), шотландський анатом.
- 27 липня — Джеремія Діксон (помер 1779), англійський геодезист і астроном.

## Померли
- 23 червня — Йоганн Якоб Шойхцер (нар. 1672), швейцарський лікар та історик природи.
- 11 липня — Якоб Герман (нар. 1678), швейцарський математик.
- 25 жовтня — Джироламо Саккері (нар. 1667), італійський математик.